# Csutor János
Csutor János (Káptalantóti, Zala vármegye, 1799. szeptember 11. (keresztelés) – Szil, Somogy vármegye, 1882. január 1.) esperes, plébános, tiszteletbeli kanonok, költő.

## Élete
Apja Csutor Péter, anyja Nimsz Anna volt. A gimnáziumot Keszthelyen és Veszprémben, a bölcseletet a keszthelyi líceumban, amely az akkor még virágzó gazdasági intézettel (Georgikon) kapcsolatban volt, a teológiát pedig mint az egyházmegye papnövendéke Veszprémben végezte; 1822-ben pappá szentelték és tiz évig mint segédlelkész működött. 1834-től plébános, 1852-től egyszersmind alesperes, 1858-tól tiszteletbeli kanonok volt.

## Művei
- A marosdi remete. (Erényképző népies költemény 4 énekben). Pest, 1855.
- Több értekezést írt az 1840-es években a Religióba és Nemzeti Ujságba.